# 二星龜金花蟲
二星龜金花蟲（学名：Thlaspida biramosa）为金花蟲科毛緣龜金花蟲屬下的一个种。